# Azar Nafisi
Azar Nafisi, née le 1er décembre 1948  à Téhéran (Iran),, est une romancière, écrivaine et professeur iranienne. Engagée dans le combat des femmes dans la république islamique d'Iran, elle s'est exilée en 1997 aux Etats Unis, où elle a obtenu la citoyenneté américaine en 2008.

## Biographie

### Origines familiales et formation
Elle est la fille d'Ahmad Nafisi, ancien maire de Téhéran et de Nezhat Nafisi (en), la première femme membre du parlement iranien. Azar grandit dans une famille passionnée de littérature.
À l'âge de 13 ans, ses parents l'envoient terminer ses études à Lancaster (Royaume-Uni). 
Elle obtient par la suite un doctorat en littérature anglaise et américaine à l'université d'Oklahoma, puis étudie grâce à une bourse à l'université d'Oxford.

### Professeur en Iran (1979-1997)
Elle rentre en Iran en 1979, juste après la révolution iranienne, marqué par la chute du shah et l'instauration de la république islamique dirigée par Khomeini. 
Elle enseigne d'abord au département d'Anglais de l'université de Téhéran, mais en est évincée en 1981 à la suite de son refus de porter le voile islamique devenu obligatoire. Elle enseigne alors clandestinement la littérature occidentale chez elle à quelques étudiantes (sujet de son livre Lire Lolita à Téhéran, adapté au cinéma en 2024). 
À partir de 1987, elle enseigne officiellement à l'université islamique libre d'Iran. Elle y encourage l'insubordination des femmes aux règles du régime islamiste.

### Professeur et écrivain aux États-Unis (depuis 1997)
Elle quitte définitivement l'Iran en 1997 et écrit des articles pour le New York Times, le Washington Post et The New Republic, critiquant les conditions de vie des femmes en Iran.
En 2003, elle publie son premier roman autobiographique, Lire Lolita à Téhéran, qui reste pendant 117 semaines sur la liste des best-sellers du New York Times et est publié dans 32 langues.
Parallèlement à sa carrière d'écrivain, elle travaille à l'université Johns-Hopkins à Baltimore (Maryland). Elle obtient la nationalité américaine en 2008. 
Elle vit actuellement à Washington.

## Publications

### Romans
- Lire Lolita à Téhéran, Plon, 2004 ((en) Reading Lolita in Tehran, 2003)
- Mémoires captives, Plon, 2011 ((en) Things I've Been Silent About, 2010)
- La République de l'Imagination, Jean-Claude Lattès, 2016 ((en) The Republic of Imagination, 2015)
- Lire dangereusement Le pouvoir subversif de la littérature en des temps troublés, Zulma, 2024 ((en) Read dangerously The subversive power of litterature in troubled times, 2022)

### Articles
- Word of war, The New York Times, mars 2003
- Woman who fight for freedom, The Guardian, octobre 2009
- Iran's women: Canaries in the coal mine, The Huffington Post, septembre 2010
- Go tell it on the Mountain by James Baldwin, book of a lifetime: passionate writer captures an essential aspect of life in America, The Independent, octobre 2014